# تومونوری هیرایاما
تومونوری هیرایاما (انگلیسی: Tomonori Hirayama؛ زادهٔ ۹ ژانویهٔ ۱۹۷۸) بازیکن فوتبال اهل ژاپن است.
از باشگاه‌هایی که در آن بازی کرده‌است می‌توان به باشگاه فوتبال کاشیوا ریسول اشاره کرد.